# Sancho Ramírez af Aragonien
Sancho Ramírez (aragonsk: Sancho Remiríz) (ca. 1042 – 4. juni 1094) var konge af Aragonien som Sancho 1. fra 1063 til 1094 og konge af Navarra som Sancho 5. (baskisk: Antso V.a Ramirez) fra 1076 til 1094.
Sancho Ramírez var søn af Ramiro 1. af Aragonien og Ermesinda af Bigorra. Han efterfulgte sin far som konge af Aragonien ved dennes død i 1063. Sancho Ramírez blev af Navarras stormænd valgt til konge af Pamplona af Navarras stormænd, efter hans farbror Sancho 4. af Pamplona var blevet myrdet af sine søskende i 1076.